# Börsengang
Der Börsengang (oder auch Börseneinführung; oder englisch initial public offering, IPO) ist der Prozess während der Zulassung von Aktien an einer Wertpapierbörse bis zur Aufnahme der Kursfeststellung im regulierten Markt.

## Allgemeines
Durch den Börsengang erfolgt das Angebot von Aktien auf dem organisierten Kapitalmarkt der Wertpapierbörse. Dabei werden Aktien aus dem Bestand der Altaktionäre oder aus einer Kapitalerhöhung angeboten; die Abwicklung des Börsengangs wird i. d. R. von einer Investmentbank, meist aber von einem Bankenkonsortium aus mehreren Investmentbanken, vorgenommen, welche die Aktien bei Anlegern platzieren und dem Emittenten meist auch einen Mindestpreis garantieren (Underwriting). Seit einiger Zeit ist es auch zu Direktnotierungen (auch Direktlisting oder englisch direct listing) gekommen, bei dem Bestandsaktien (d. h. keine Aktien aus einer Kapitalerhöhung) direkt, ohne vorheriger Platzierung bei Anlegern, eine Börsennotierung erhalten; alternativ kann die Börsennotierung über einen sogenannten Reverse Takeover oder über einen SPAC erfolgen, bei den das Unternehmen durch ein bestehenden Börsenmantel erworben wird.

## Motive
Eines der wichtigsten Motive für einen Börsengang ist es, dem börsennotierten Unternehmen durch Ausgabe von Aktien neue finanzielle Mittel zuzuführen (englisch primary offering). Dieses Kapital dient einerseits der Finanzierung von Unternehmenswachstum, andererseits der Eigenkapitalstärkung. Es eröffnet den Altaktionären die Möglichkeit, Anteile jederzeit und zu einem besseren Preis zu verkaufen als dies bei Anteilen an einem nicht börsennotierten Unternehmen möglich ist (secondary offering). Auch die Unternehmensnachfolge kann durch einen Börsengang geregelt werden. Andere Gründe sind die Deckung des wachstumsbedingten Eigenkapitalbedarfs, die Verringerung der Fremdkapitalkosten durch Verbesserung der Bonität, die Steigerung des Bekanntheitsgrades und die Steigerung der Attraktivität für Mitarbeiter und Führungskräfte. Oft sind bei Börsengängen mehrere Motivationen gleichzeitig anzutreffen.
Eine besondere Form einer Börseneinführung ist der Spin-off, bei dem Aktien eines Unternehmensteils entweder über einen herkömmlichen IPO in einer Zweitplatzierung verkauft werden, oder aber den Aktionären im Rahmen einer Spaltung gratis zugeteilt werden (was vom Notierungsprozess eher einer Direktnotierung (s. u.) ähnelt).

## Ablauf eines Börsengangs mit Aktienangebot (IPO)

### Prüfung der Börsenreife
Ein Börsengang ist ein sehr zeitintensiver Prozess, der im Durchschnitt ein Jahr benötigt, und ein sehr teures Vorhaben, wenn es erst einmal gestartet ist. Notwendige Voraussetzung ist eine Aktiengesellschaft als Rechtsform, in Deutschland somit Aktiengesellschaft (AG), Europäische Gesellschaft (SE) oder Kommanditgesellschaft auf Aktien (KGaA). Besteht noch keine Aktiengesellschaft, müssen im Vorfeld des Börsengangs entsprechende gesellschaftsrechtliche Maßnahmen durchgeführt werden (beispielsweise die Umwandlung).
Deshalb sollte ein Unternehmen, bevor es Banken kontaktiert, zuerst einmal überprüfen, ob es überhaupt schon börsenreif ist. Da Unternehmen nur selten intern über das dazu notwendige Know-how verfügen, gibt es die Möglichkeit, sich einen externen und Bank-unabhängigen IPO-Berater zu suchen, der diesen Auftrag übernimmt.
Der eigentliche Börsenreifetest setzt sich aus verschiedenen Einzelschritten zusammen:
- Zusammenfassung der internen Unternehmensdaten,
- Branchen-, Produkt- und Wettbewerbsanalyse,
- Peergroup-Vergleich mit schon börsennotierten Unternehmen,
- Aktuelles Börsenumfeld, Börsentrends und Bewertungen,
- Unternehmensbewertungen nach verschiedenen Methoden oder
- Stärken-Schwäche-Analyse.

Ziel ist die Einschätzung der Börsenreife des IPO-Kandidaten. Zusätzlich konkretisiert die Vorstellung des aktuellen Unternehmenswerts auch den möglichen Kapitalzufluss über die Börse.
Der IPO-Berater kann auch danach noch für den IPO-Kandidaten tätig sein, um den kompletten IPO-Prozess zu steuern, zu überwachen und zu beschleunigen. Sehr oft hilft er auch, günstigere Konditionen auszuhandeln. Somit wird nicht nur das Management entlastet, sondern auch die gesamten IPO-Kosten leicht reduziert.

### Auswahl der Emissionsbanken und Festlegung der Transaktionsstruktur
Vor dem Börsengang werden von den Altaktionären meist Gespräche mit verschiedenen Kreditinstituten aufgenommen, bei denen sich diese anhand von Gesprächen mit dem Management, Firmenrundgängen und Analyse der in Form eines Businessplans oder Factbooks von dem Unternehmen vorgelegten Zukunftspläne einen ersten Eindruck über das Unternehmen verschaffen.
Darauf folgt der sogenannte Beauty Contest, bei dem sich die Emissionsabteilungen der Banken unter Abgabe von Angeboten über ihre jeweiligen Preisvorstellungen und Konditionen um die Begleitung des Börsenganges bewerben. Oft liegen diese Vergütungskonditionen zwischen vier und sechs Prozent des Emissionsvolumens.
Nach Abschluss der Konditionsverhandlungen beauftragen die Altaktionäre meist eine Bank als Konsortialführer und beteiligen daneben häufig weitere Banken wie ihre Hausbank an der geplanten Emission.
Vor, während oder nach diesem Auswahlprozess wird gemeinsam mit den beteiligten Konsortialbanken die Transaktionsstruktur des Börsenganges festgelegt. Dabei wird zum einen der gewollte oder erwartete Investorenkreis hinsichtlich geografischer Herkunft und Art (beispielsweise Mitarbeiter, Kleinanleger, Financial Sponsors, Investmentfonds, Staatsfonds) abgeschätzt und erste Festlegungen getroffen. Dieses kann zum Beispiel bevorzugte Zuteilung mit Rabatt (englisch Discount) für Mitarbeiter und Kleinanleger sein.
Ebenfalls werden wichtige Rahmenbedingungen wie beispielsweise Verkaufsrestriktionen in der unmittelbaren Zeit nach dem Börsengang für bestimmte Aktionärsgruppen (englisch Lock-Up-Period), beispielsweise für die die Aktien verkaufende Partei oder das Management definiert.

### Darstellung des Unternehmens
In der Folge lässt das Konsortium eine Due-Diligence-Prüfung durchführen, um einerseits die rechtlichen, andererseits die wirtschaftlichen und organisatorischen Gegebenheiten des Unternehmens auf Risiken und Potentiale zu untersuchen. In der Regel wird die Prüfung des Unternehmens in eine Legal Due Diligence und eine Financial Due Diligence aufgeteilt, welche sich auf die rechtliche einerseits und wirtschaftliche Lage andererseits konzentrieren. Wirtschaftsprüfer übernehmen hier meist die Prüfung und stellen am Ende einen entsprechenden Comfort Letter aus, mit dem sie für die Richtigkeit der Zahlen bürgen und oft auch haften. Durch den großen Umfang der Prüfungen und die Kosten für das Haftungsrisiko stellt dieser Kostenblock einen nicht unerheblichen Teil der Kosten eines Börsengangs dar.
Die als Due Diligence Report bezeichneten Prüfungsberichte werden üblicherweise nicht veröffentlicht, ihr Inhalt trägt jedoch gemeinsam mit dem Businessplan und einer Markt- und Peergroup-Analyse wesentlich zur Gestaltung des Argumentationskonzepts (der Equity Story), mit dem bei den Kapitalmarktteilnehmern für die Investition geworben wird, bei. Dieses Konzept bildet wiederum eine Grundlage für den rechtlich verbindlichen Börsenprospekt, der allen Investoren zur Verfügung gestellt wird. Der Börsenprospekt, dessen Inhalt europarechtlich durch die Verordnung (EU) 2017/1129 (Prospektverordnung) (Verordnung (EU) 2017/1129) und Verordnung (EU) 2019/980 vom 14. März 2019 zur Ergänzung der Verordnung (EU) 2017/1129 hinsichtlich der Aufmachung, des Inhalts, der Prüfung und der Billigung des Prospekts, der beim öffentlichen Angebot von Wertpapieren oder bei deren Zulassung zum Handel an einem geregelten Markt zu veröffentlichen ist sowie ergänzend das Kapitalanlagegesetzbuch (KAGB) und das Wertpapierprospektgesetz (WpPG) geregelt ist, zählt zu den Voraussetzungen für den Antrag auf die Zulassung zum Handel an der ausgewählten Börse, die für ein bestimmtes Börsensegment beantragt wird.

### Erstellung erster Finanzanalysen
Durch ihre unabhängigen Finanzanalysten lassen die Konsortialbanken nun Finanzstudien, erstellen, die Marktstellung und Marktpotential des Unternehmens beschreiben. Diese Finanzanalysen enthalten neben einer allgemeinen Beschreibung des Unternehmens samt Historie, aktuellen Entwicklungen und Wettbewerbsanalysen insbesondere auch Discounted Cash-Flow-Analysen und Chancen- sowie Risikoabschätzungen. Gerade diese ersten Finanzanalysen (auch englisch initial coverage genannt) umfassen oft an die hundert Seiten, auf denen die Finanzanalysten das Unternehmen von allen Seiten betrachten. Die fertigen Finanzanalysen sollen eine Idee vermitteln, welches ein fairer Börsenwert für das Unternehmen wäre, und stellen somit eine Indikation dar, wie hoch der Emissionspreis anzusetzen ist.
Theoretisch urteilen die Analysten dabei unabhängig von den durch die Emissionsabteilung wahrgenommenen geschäftlichen Interessen der Bank, an der Emission beteiligt zu werden. Diese Trennung der Analyse- und Emissionsabteilungen wird Chinese Wall genannt.
Da Finanzanalysen oft Gefahr laufen, als Kaufangebot ausgelegt zu werden und dadurch ein nicht unerhebliches Haftungsrisiko beinhalten, sofern die Unabhängigkeit eines Analysten in Frage gestellt wird, werden diese in der Phase des Börsenganges oft nur sehr spärlich an ausgewählte Investoren verteilt. Nachdem einige Banken durch Finanzanalysen in entsprechende Prospekthaftung genommen wurden, sind viele Banken so vorsichtig geworden, dass die Prospekte weder in den USA verteilt, noch als Datei zur Verfügung gestellt werden, sondern häufig nummeriert bei Veranstaltungen ausgelegt und am Ende wieder eingesammelt werden.

### IPO-Kommunikation
In den meisten Fällen ist ein IPO-Kandidat auf den Kapitalmärkten noch recht unbekannt. Zwar können die Produkte bekannt und geschätzt sein, aber sehr oft hat das Unternehmen in der Vergangenheit noch nie Unternehmenszahlen veröffentlicht und/oder regelmäßige Kontakte zu Finanzjournalisten gehabt. Und gerade diese sollen im letzten Abschnitt der IPO-Phase Artikel über das Unternehmen, deren Pläne und mittelfristige Chancen verfassen sowie eventuell Empfehlungen abgeben. Die dafür notwendigen Fakten müssen zuerst einmal zusammengetragen und optimal strukturiert werden, um sie als Pressemappe und auf der neuen Investor-Relations-Seite des Unternehmens abrufbar zu machen.
Auch bei diesen Aufgaben hat das IPO-Unternehmen die Möglichkeit, sich einen Investor-Relations-Berater zu suchen, der nicht nur die Datenaufbereitung übernimmt, sondern auch alle Pressemitteilungen schreibt und veröffentlicht sowie im unmittelbaren Vorfeld des IPOs eine Presse-Road-Show organisiert. Teilweise wird auch Werbung geschaltet, um auch damit auf sich aufmerksam zu machen.
Ziel ist es, das Unternehmen auf dem Kapitalmarkt bekannt zu machen und die für alle Interessenten notwendigen Fakten vorzubereiten und zu verbreiten. Damit wird eine positive Medienpräsenz erreicht, die von privaten sowie institutionellen Analysten und Investoren genutzt wird.
Eine erfolgreiche IPO-Kommunikation erhöht die Platzierungschancen und hat positiven Einfluss auf die Höhe des Platzierungspreises und damit auf den Mittelzufluss beim Unternehmen.

### Roadshow und Bookbuilding
Nun beginnt die Roadshow und das Bookbuilding-Verfahren, wobei je nach Ausgestaltung des Zeitplans die Roadshow auch bereits vor dem Bookbuilding als Pre-Marketing beginnen kann. Unter Vorstellung der Equity Story und der Finanzanalysen versuchen die Banken zunächst in der sogenannten Pre-Marketing-Phase, institutionelle Anleger für die Abnahme von Aktien aus dem Emissionsvolumen zu interessieren. In der folgenden Bookbuilding-Phase werden diese Bemühungen, meist gemeinsam mit den Vorstandsmitgliedern des Unternehmens, dessen Aktien emittiert werden sollen, in Roadshows intensiviert und das Interesse möglicher Abnehmer ausgewertet.

### Festlegung des Emissionspreises
Bereits zu Beginn, in letzter Zeit aber auch vermehrt erst zum Ende der Roadshow wird von den Banken die sogenannte Preisspanne verkündet, also die Bandbreite, innerhalb derer der Emissionspreis mutmaßlich festgelegt wird. Alternativ kann auch ein sogenannter Festpreis bestimmt oder der Emissionspreis durch ein Auktionsverfahren bestimmt werden. Letzteres war beispielsweise beim Börsengang der Google Inc. der Fall, wird jedoch nur selten praktiziert. Kritiker des Auktionsverfahrens sind der Meinung, dass ein herkömmliches Bookbuilding dem Emittenten einen „sanfteren“ Markteintritt ermöglicht, während Befürworter der Meinung sind, dass durch Auktionsverfahren der maximale Preis für Unternehmen und verkaufende Aktionäre erzielt werden kann. Zu diesem Zeitpunkt kommt es in der Regel zum underwriting, d. h. die Konsortialbanken garantieren den Emissionspreis (und verpflichten sich Aktien ggf. auf die eigenen Bücher zu nehmen, sollten nicht alle Aktien zum festgesetzten Preis Abnehmer finden).

### Zeichnung und Zuteilung der Wertpapiere
Nach Verkündung der Preisspanne werden die Aktien in der Zeichnungsfrist öffentlich zur Zeichnung angeboten, wobei sich die interessierten potentiellen Abnehmer verpflichtend dahingehend festlegen, wie viele Aktien sie zu welchem Maximalpreis erwerben möchten. Dies wird „Zeichnungseinladung“ durch das Bankenkonsortium an potentielle Erwerber genannt. Die Zeichnung der angebotenen Aktien ist dabei primär über die am Bankenkonsortium teilnehmenden Banken (Konsortialbanken) möglich. Allerdings bieten viele Banken auch die Annahme und Weiterleitung von Zeichnungsaufträgen an. In diesem Fall sammelt die entsprechende (nicht-Konsortial-) Bank die Aufträge ihrer Kunden und übermittelt diese an eine der Konsortialbanken.
Ist das Interesse größer als die Anzahl der angebotenen Aktien, wird von einer Überzeichnung gesprochen. In diesem Fall legen die Konsortialbanken fest, ob aus dem sogenannten Greenshoe, einem Reservepool, noch weitere Aktien ausgegeben werden, und legen die Zuteilung fest, mit der bestimmt wird, welcher Interessent mit welcher Zuteilungsquote der gezeichneten Aktien bedacht wird. Da insbesondere bei hoher Überzeichnung der angebotenen Aktien die Konsortialbanken meist bevorzugt die Aufträge der eigenen Kunden bedienen, ist die Wahrscheinlichkeit einer erfolgreichen Zeichnung höher, wenn der Zeichnungsauftrag direkt bei einer Konsortialbank gegeben wird.
Für die Zeichnung und Zuteilung von Aktien aus Neuemissionen erheben die Banken oft zusätzliche Gebühren. Der Bundesgerichtshof hat dabei im Jahr 2003 festgestellt, dass diese Zeichnungsgebühr durchaus berechtigt ist.

### Listing und Settlement
Nachdem die Order-Bücher geschlossen wurden, erfolgt die Zuteilung der Aktien und die endgültige Festlegung des Emissionspreises, sofern dieses nicht bereits vorher geschehen ist. Dieser Preis muss entsprechend im Wertpapierprospekt nachgetragen werden. Ist dies geschehen und existiert ein entsprechend abschließend genehmigter Wertpapierprospekt, so kann der Börsenstart erfolgen. Mit dieser Erstnotierung wird die Aktie erstmals an der Börse gehandelt, und es wird zum ersten Mal ein Börsenkurs, die sogenannte Erstnotiz, festgestellt. In der Folge übernimmt eine damit beauftragte Bank, oft der ursprüngliche Konsortialführer (englisch Lead Manager), die Aufgabe des Designated Sponsors, womit sie sich verpflichtet, die Aktie stets handelbar zu halten. Durch den Handel fließen dem Emittenten die Mittel zu, die eine Eintragung der Kapitalerhöhung in das Handelsregister ermöglichen.

### After-Market / Kurspflege / Ongoing-Investor Relations
Häufig übernimmt der Designated Sponsor unmittelbar nach dem Börsengang für einen bestimmten Zeitraum (beispielsweise einen Monat ab Erstnotiz) die Kurspflege der Aktie, wofür er auf den Greenshoe als Verfügungsmasse zurückgreifen kann. Finden in diesem Zusammenhang andauernd Aktienrückkäufe zur Kurspflege statt, so kann der Greenshoe im Ergebnis geringer ausfallen als beim Börsengang ursprünglich geplant.
Obwohl die Vornahme von Geschäften, die geeignet sind, ein künstliches Preisniveau herbeizuführen, nach Artikel 15 der Marktmissbrauchsverordnung verboten ist, handelt es sich bei dieser Art der Kurspflege nach Artikel 5 der Verordnung nicht um Marktmanipulation, sofern sie im Börsenprospekt angekündigt wird. Sehr häufig kommt es vor, dass die ersten Börsenkurse über dem Emissionskurs liegen. Das Verhalten der Emittenten, die damit anscheinend Geld verschenken, wird in der Finanzmarkttheorie als Unterbewertung bezeichnet und untersucht.
Ist ein Unternehmen endlich börsennotiert, so endet die Zusammenarbeit mit den Corporate-Finance-Abteilungen des Konsortiums. Ab dann ist der Vorstand allein auf sich gestellt bei der Organisation und der Durchführung aller Investor-Relations-Maßnahmen. Für Großunternehmen ist es klar, dass sich eine eigene IR-Abteilung lohnt, aber bei Small- und Mid Caps gibt es nicht täglich IR-Anfragen und -Aufgaben, so dass es besser sein kann, sich einen externen IR-Berater zu suchen und mit ihm zusammenzuarbeiten.
Besonders nach dem IPO gilt es, nicht ein Kontakt- und Informationsloch entstehen zu lassen. Während der Road-Show hat der Vorstand „nur“ die Kunden des Konsortiums besucht und seine Aktien dort platziert. Nach dem Börsengang gilt es, neue Analysten und Investoren zu finden und für sich zu gewinnen, um mittel- und langfristig ein Interesse an der Aktie zu erhalten (Stakeholder-Dialog). Ebenso auf der Informationsseite sollte der Informationsfluss nicht abreißen. Neben den Pflicht-Veröffentlichungen wie beispielsweise Quartalsberichten im Rahmen der Zwischenberichterstattung gibt es vielfältige Möglichkeiten, neue Analysten und Finanzjournalisten anzusprechen.
Ein IPO-Kandidat sollte sich also bereits während des IPOs darüber bewusst sein, wie und mit wem er danach seine Ongoing-IR-Aktivitäten organisiert. Ein erfolgreiches IPO ist nicht mit der Platzierung der Aktien abgeschlossen, sondern zeigt sich erst am Erfolg des ersten Börsenjahres: Das Unternehmen wird sehr oft in Zeitschriften in Rennlisten geführt, d. h., die Aktienperformance bleibt für ein Jahr transparent. Außerdem bereitet eine professionelle IR schon frühzeitig die Basis für weitere Kapitalmaßnahmen in der Zukunft vor.

## Direktnotierung
Bei einer Direktnotierung, auch bekannt als Direct Public Offering (DPO), beantragt das Unternehmen lediglich die Zulassung zu der Börsennotierung bei einer zuständigen Börse (je nach Börse, Börsensegment und Jurisdiktion gelten hier die jeweiligen Publizitätspflichten, die im Vorfeld erfüllt werden müssen, meist analog zu einem herkömmlichen IPO). Dabei werden aber vorab keine Aktien bei Anlegern platziert, der Preis ergibt sich einzig aus der regulären Kursfindung in der Börse aus Angebot und Nachfrage am ersten Handelstag – das Angebot erfolgt einzig durch verkaufswillige Altaktionäre, das Unternehmen gibt keine neuen Aktien aus (und erhält dadurch auch keinen Mittelzufluss). Da es keinen Mindestpreis (underwriting) im Rahmen der Platzierung gibt (und auch keine Kurspflege nach dem IPO), ist die erste Kursnotiz im Prinzip einer größeren Unsicherheit ausgesetzt. Als Vorteil eines Börsenganges unter diesem Verfahren gelten die geringen Kosten und auch die Vermeidung von Sperrfristen für Altaktionäre.
Diese Notierungsmethode wurde in jüngster Zeit insbesondere von großen, durch Wagniskapitalgebern finanzierten Technologieunternehmen favorisiert, darunter Spotify (2018), Slack (2019) oder Roblox (2021), die nach mehrfachen Finanzierungsrunden oft eine Vielzahl von verkaufswilligen Investoren haben, die einen Ausstieg suchen, ohne an Sperrfristen gebunden zu sein. Solange das Unternehmen über ausreichende Finanzierung verfügt (und keinen unmittelbaren weiteren Mittelzufluss sucht), können auf diese Weise beträchtliche Kosten eingespart werden.

## Reverse Takeover und SPAC
Als Reverse Takeover, Reverse-IPO oder Börsengang durch die Hintertür wird ein Börsengang bezeichnet, bei dem ein Unternehmen nicht durch eine direkte Börseneinführung an der Börse handelbar wird, sondern indirekt, über die Fusion mit oder Übernahme durch eine bereits börsennotierte Aktiengesellschaft (meist ein sog. Börsenmantel, d. h. eine Gesellschaft die über kein nennenswertes operatives Geschäft verfügt, und meist auch kaum Vermögensgegenstände hält) handelbar wird. Indem eine bisher nicht notierte Gesellschaft einer börsennotierten Gesellschaft angeschlossen wird und die Eigentümer der ersteren entsprechend Aktienanteile an der börsennotierten Gesellschaft erhalten, können private Unternehmensbesitzer diesen Weg als „Exit-Strategie“ benutzen, mit der sie im besten Fall für die vorher besessene Gesellschaft liquide Aktie durch die Transaktion erhalten. Verglichen mit einem normalen Börsengang lässt sich eine solche Transaktion in einem wesentlich engeren Zeitfenster durchführen, da viele sonst notwendige Erfordernisse entfallen.
Eine ähnliche Strategie stellt die Übernahme durch (oder Fusion mit) einem sogenannten SPAC (special purpose acquisition company) da. Ein SPAC hat Kapital mittels eines Börsengangs aufgenommen, in der einzigen Absicht, nicht-notierte Unternehmen zu erwerben, und diesen dadurch einen Zugang zu der Börsennotierung zu ermöglichen; im Gegensatz zu einem Reverse Takeover ermöglicht die Übernahme durch einen SPAC auch die Zuführung von Liquidität (einziger Vermögenswert des SPAC sind die bei Anlegern bei der Börseneinführung aufgenommenen Mittel, während ein bestehender Börsenmantel i. d. R. keine nennenswerten Aktiva hält).

## Marktentwicklung
Die Anzahl der Börsengänge erreichte zwischen 1999 und 2000 weltweit ihren Höhepunkt und ging infolge des Zusammenbruchs der Börsenblase 2001 stark zurück. An der Frankfurter Börse wurde 1999 mit 166 Erstnotierungen das historische Allzeithoch erreicht, 2000 war mit 142 IPOs noch auf fast gleichem Niveau. Nach Emissionserlös wurde jedoch 2000 mit 26,6 Mrd. Euro der höchste Wert erreicht.

## Die größten Börsengänge

### Weltweit größte Börsengänge
| Datum         | Unternehmen                           | Erlös in Mrd. US-Dollar |
| ------------- | ------------------------------------- | ----------------------- |
| 11. Dez 2019  | Saudi Aramco                          | 25,6                    |
| 19. Sep. 2014 | Alibaba Group                         | ~25                     |
| 18. Nov. 2010 | General Motors                        | 23,1                    |
| 6. Jul. 2010  | Agricultural Bank of China            | 22,9                    |
| 20. Okt. 2006 | Industrial & Commercial Bank of China | 21,9                    |
| Okt. 2010     | AIA – Asienableger der AIG            | 20,5                    |
| 22. Okt. 1998 | NTT Mobile (heute NTT DoCoMo)         | 18,4                    |
| 18. Mär. 2008 | VISA                                  | 17,9                    |
| Nov. 2010     | Enel                                  | 16,6                    |
| 18. Mai 2012  | Facebook                              | 16,0                    |

### Größte Börsengänge in Deutschland
| Datum         | Unternehmen          | Erlös in Mrd. Euro |
| ------------- | -------------------- | ------------------ |
| 19. Jun. 2000 | Deutsche Telekom     | 13,0               |
| 28. Jun. 1999 | Deutsche Telekom     | 10,8               |
| 18. Nov. 1996 | Deutsche Telekom     | 10,0               |
| 29. Sep 2022  | Porsche              | 9,4                |
| 20. Nov. 2000 | Deutsche Post        | 5,8                |
| 13. Mär. 2000 | Infineon             | 5,4                |
| 7. Okt. 2016  | Innogy               | 5,0                |
| 16. Mär. 2018 | Siemens Healthineers | 4,2                |
| 12. Okt. 2018 | Knorr-Bremse         | 3,9                |
| 17. Apr. 2000 | T-Online             | 2,9                |
| 2. Jul. 2007  | Tognum               | 2,0                |
| 23. Jun. 2004 | Deutsche Postbank AG | 1,6                |
| 6. Okt. 2015  | Covestro             | 1,5                |

(Angegeben ist der Wert der Neuemission am ersten Handelstag.)

### Größte Börsengänge in der Schweiz
| Datum         | Unternehmen | Erlös in Mrd. CHF |
| ------------- | ----------- | ----------------- |
| 13. Nov. 2000 | Syngenta    | 9,6               |
| 5. Okt. 1998  | Swisscom    | 8,6               |
| 17. Mär. 1997 | Ciba AG     | 8,2               |
| 1. Nov. 1999  | Lonza Group | 5,8               |
| 11. Dez. 2001 | Converium   | 2,9               |

(Angegeben ist der Wert der Neuemission am ersten Handelstag.)